# لويس مارتينيز (لاعب كرة قدم كولومبي)
لويس مارتينيز (بالإسبانية: Luis Enrique Martínez) (20 أغسطس 1978 في كولومبيا - ) هو لاعب كرة قدم كولومبي في مركز حراسة المرمى. شارك مع منتخب كولومبيا لكرة القدم. أما مع النوادي، فقد لعب مع أتلتيكو ناسيونال وأتليتيكو هويلا وأونس كالداس وإنديبنديينتي سانتا في ومانيساسبور وصقارية سبور ‏ وBrujas F.C. ‏ ونادي إنفيغادو ونادي غواناكستيكا ‏ وBogotá F.C. ‏.

## مسيرته الكروية
لعب لويس مارتينيز خلال مسيرته الاحترافية مع 9 أندية في عشرون موسمًا ولم يسجل خلالها أي هدف ضمن 237 مباراة. حيث فاز في موسمين بالكأس وفي أربعة مواسم بالدوري.
خاض لويس مارتينيز مسيرته مع نادي أتليتيكو هويلا ما بين عامي 2001 و2002 لمدة موسم واحد، مشاركًا في 5 مباريات ولم يسجل أي هدف. ثم انتقل إلى نادي غواناكستيكا ‏ في موسم 2002–03 لمدة موسم واحد، حيث شارك في 7 مباريات ولم يسجل أي هدف أيضًا. لينتقل بعدها إلى نادي إنفيغادو في عامي 2003-2005 في المرة الأولى ولمدة موسمين ثم ما بين عامي 2012 و2013 لمدة موسم واحد، مشاركًا طوالها في 27 مباراة ولم يسجل أي هدف أيضًا. ثم انتقل إلى نادي إنديبنديينتي سانتا في في موسم 2004 واستمر معه طيلة ثلاثة مواسم، مشاركًا في 61 مباراة ولم يسجل أي هدف أيضًا. هذا وانتقل لاحقًا إلى صقارية سبور ‏ في موسم 2006–07 في المرة الأولى ولمدة موسمين ثم في موسم 2008–09 لمدة موسم واحد، مشاركًا طوالها في 43 مباراة ولم يسجل أي هدف أيضًا. ثم انتقل بعدها إلى نادي مانيساسبور في موسم 2007–08 لمدة موسم واحد، مشاركًا في مباراتين ولم يسجل أي هدف أيضًا. ليعود وينتقل من جديد، لكن هذه المرة إلى نادي أونس كالداس في موسم 2010 واستمر معه طيلة ثلاثة مواسم، مشاركًا في 50 مباراة ولم يسجل أي هدف أيضًا. لينتقل بعدها إلى نادي أتلتيكو ناسيونال في موسم 2013 ليلعب معه أربعة مواسم، مشاركًا في 42 مباراة ولم يسجل أي هدف أيضًا. ثم لعب في نادي أمريكا دي كالي ما بين عامي 2017 و2018 لمدة موسم واحد، لم يشارك في أي مباراة ولم يسجل أي هدف أيضًا.

## وصلات خارجية
- لويس مارتينيز على موقع قاعدة بيانات كرة القدم.إي يو (الإنجليزية)
- لويس مارتينيز على موقع ناشيونال فوتبول تيمز (الإنجليزية)
- لويس مارتينيز على موقع Soccerbase.com (لاعب) (الإنجليزية)
- لويس مارتينيز على موقع Soccerway.com (الإنجليزية)
- لويس مارتينيز على موقع AS.com (الإسبانية)